# Vila Lângaro
Vila Lângaro é um município brasileiro do estado do Rio Grande do Sul.

## Geografia
Localiza-se a uma latitude 28º06'26" sul e a uma longitude 52º08'39" oeste, estando a uma altitude de 643 metros. A área territorial do município é de 152,17 km², distribuídos em 10 comunidades (São Miguel do Parador, Campo Redondo, Colonia Nova, Linha Scheleder, Vila Langaro, Linha Costella, Linha Salete, São Luiz, São Bernardo e São Roque).

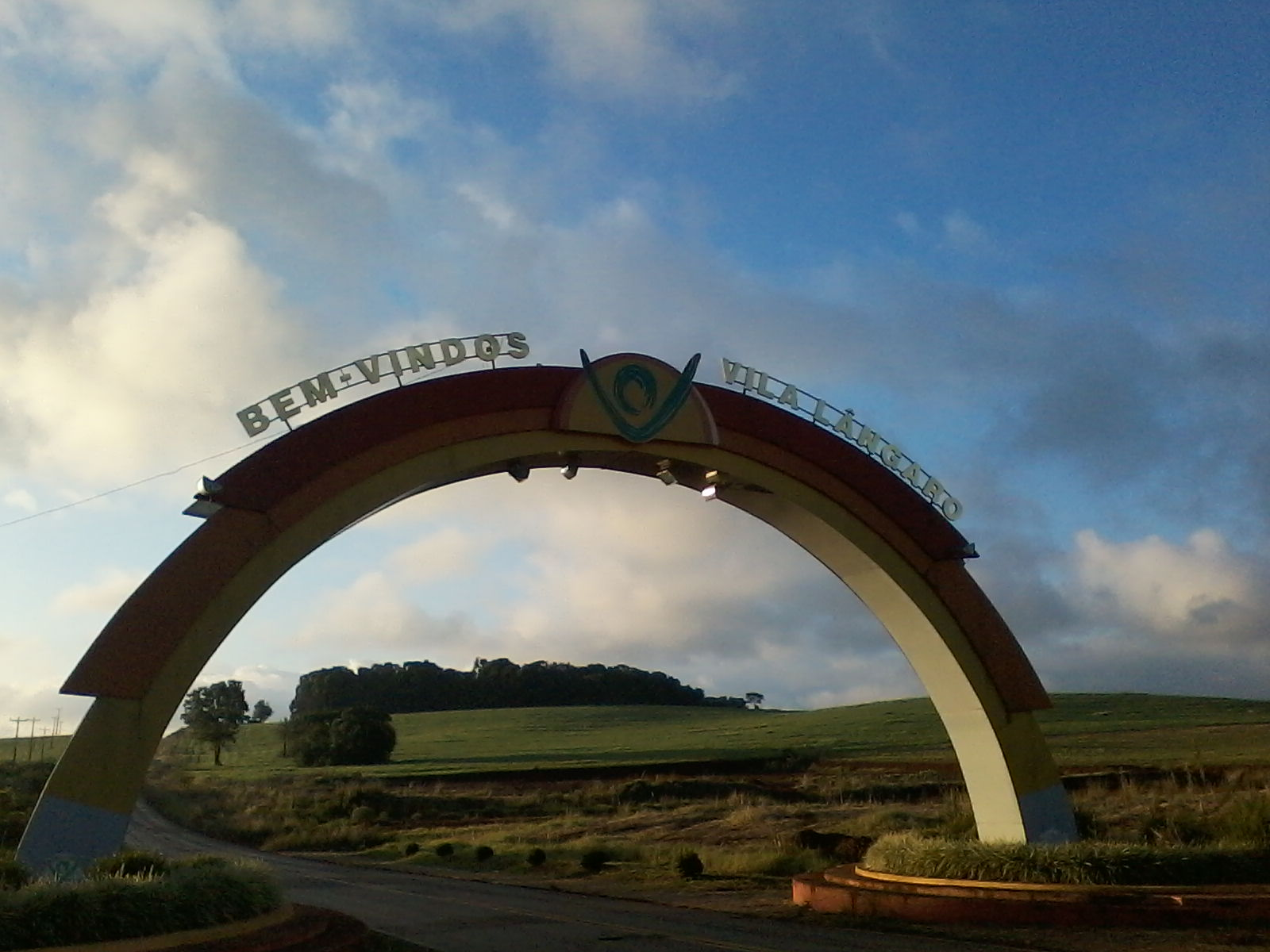
Pórtico na entrada de Vila Lângaro

Sua população estimada em 2010 era de 2 152 habitantes, segundo o IBGE. A expectativa de vida de seus habitantes do município é de 71,86 anos (2000).
O município dista 327 km da capital do estado, Porto Alegre, e faz parte da Associação dos Municípios do Nordeste RioGrandense (AMUNOR).
Todo o município está cercado pelo rio Carreteiro e pelo rio do Peixe. A divisa a seco é uma pequena parte com o município de Água Santa.

## História
O início da colonização de Vila Lângaro deu-se por volta de 1899, quando os primeiros imigrantes italianos chegaram, vindos de Antônio Prado e Caxias do Sul, oriundos da região de Vicenza, na Itália.
Os primeiros colonizadores foram os irmãos Lângaro (Florindo, Federico, Ferdinando e Francesco Giuseppe), vindos com suas famílias da província de Vicenza na Itália. Eles compraram terras no centro de Vila Lângaro, terras estas que pertenciam a Antero Boeira. Estes pioneiros desmataram as terras, construíram suas casas, fizeram pequenas lavouras e iniciaram o cultivo de produtos de subsistência para suas famílias.
Colônia Lângaro progrediu e seus habitantes sentiram a necessidade de uma independência político-administrativa. Então, em julho de 1993 iniciaram-se as primeiras reuniões e encaminhamento do processo de emancipação. Em 22 de outubro de 1995 aconteceu o plebiscito, no qual a maioria dos votos foram pelo sim. Em 28 de dezembro de 1995, o governador do Estado do Rio Grande do Sul, Antônio Britto, assinou a Lei n° 10.661, que criou o município de Vila Lângaro.

## Economia
O município é essencialmente agrícola. As culturas predominantes são o milho e a soja, mas cultivam-se também o trigo e a cevada.
A pecuária fundamenta-se na produção de leite, criação de suínos, frangos, gado de corte e na piscicultura.